# Thora Borgarhjort
Thora Borgarhjort (stn. Thora Borgarhjǫrtr lub Thora Borgarhjört) – córka Herraudrego, legendarnego jarla Gotalandii. Druga żona Ragnara Lodbroka. Jej imię wywodzi się od Thora, nordyckiego boga burzy i piorunów. Jeśli była postacią historyczną to najprawdopodobniej żyła w pierwszych dekadach IX w.

## Legenda
Według skandynawskich podań i sag, Thora otrzymała od ojca młodego wiwerna (a dokładniej jego nordycką "odmianę", tzw. lindworma). W jednej z wersji, jajo wiwerna Herraudr zdobył podczas wyprawy do Biarmii. Gdy stwór dorósł otoczył swym cielskiem domostwo Thory, stając się jej strażnikiem. Jej ojciec oznajmił wówczas, że mężem Thory zostanie tylko ten, kto zabije wiwerna.
Wiadomość o tym dotarła do Ragnara, który postanowił pojąć Thorę za swą nową żonę. Udał się do Västergötland, gdzie przyodział futrzane, włochate spodnie, pokryte smołą i piaskiem. Zaopatrzony we włócznię i tarczę zaatakował wiwerna. Chroniony tarczą i swymi niezwykłymi spodniami, zdołał najpierw wbić włócznię w serce gada, a następnie odciął mu głowę. Herraudr nie miał wyjścia i musiał zgodzić się na ślub wojownika ze swoją córką.
Według Sagi synów Ragnara (Ragnarssona þáttr) para miała dwóch synów: Eirikra i Agnara. Obaj polegli w walce z Eysteinnem Belim, jarlem Szwecji. Przed tym wydarzeniem Thora zmarła z powodu choroby, a Ragnar ożenił się później po raz trzeci – z Aslaug.
Thora pojawia się w kilku podaniach i źródłach:
- Sadze o Ragnarze Lodbroku (Ragnars saga loðbrókar);
- Sadze o synach Ragnara (Ragnarssona þáttr);
- Sadze o Bosie i Herraudrim (Bósa saga ok Herrauðs);
- kronice Gesta Danorum
- wierszu Pieśń wrony (Krákumál).